# Villelongue-d'Aude
Villelongue-d'Aude is een gemeente in het Franse departement Aude (regio Occitanie) en telt 279 inwoners (1999). De plaats maakt deel uit van het arrondissement Limoux.

## Geografie

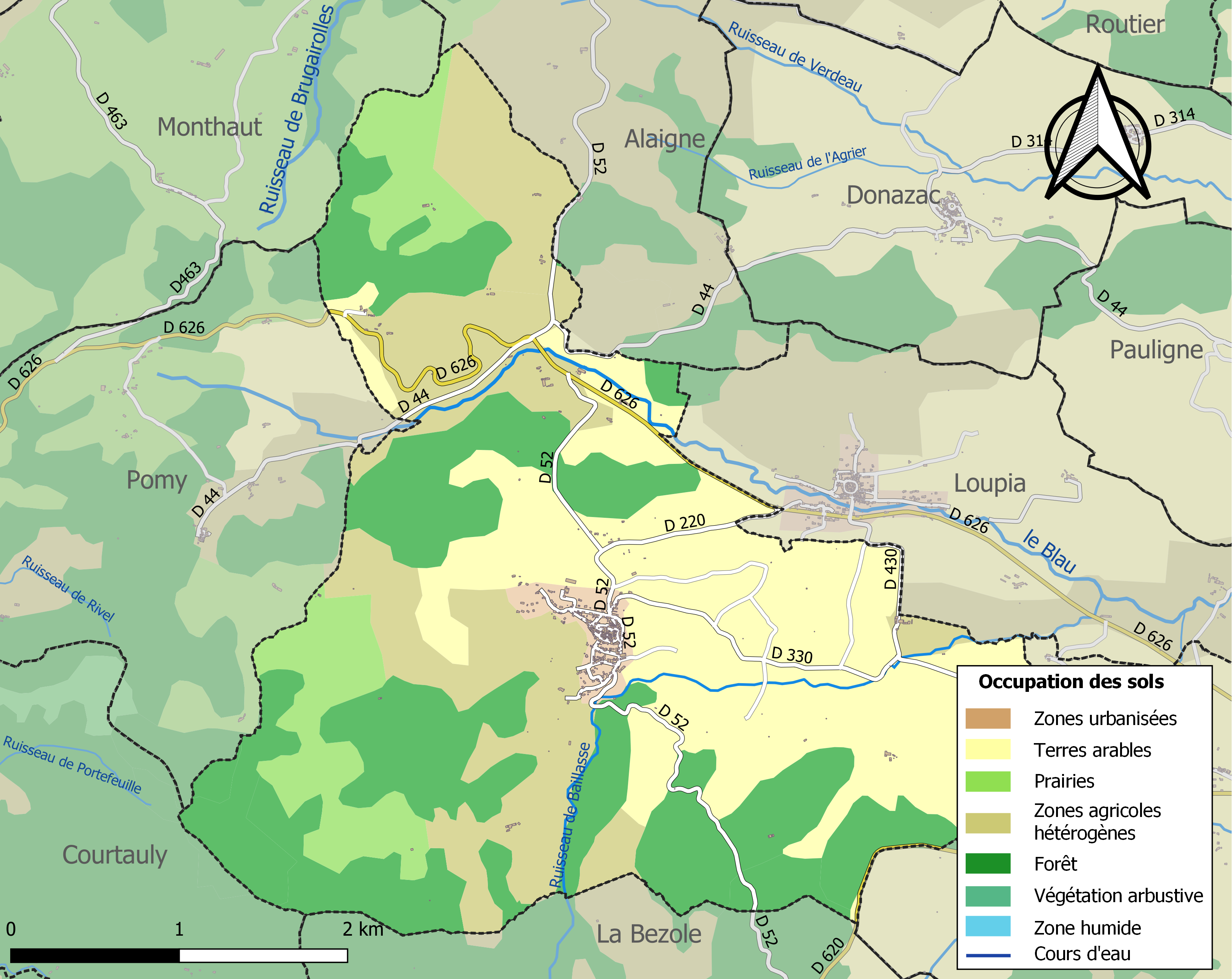
Kaart van de gemeente met de belangrijkste infrastructuur, bodemgebruik en omliggende gemeenten

De oppervlakte van Villelongue-d'Aude bedraagt 13,0 km², de bevolkingsdichtheid is 21,5 inwoners per km².

## Economisch
De economische motor van het dorp is de uit wijnbouw. Een tiental wijnbouwers is actief, die voornamelijk produceren voor een van de twee coöperaties in Limoux.

## Overig
Het is moeilijk te zien, maar Villelongue d'Aude heeft een heus kasteel. Het is echter nu getransformeerd in een aantal woningen en de toren bestaat niet meer. Een van die woningen bevat beneden een klein kroegje, "Le verre à soif", dat donderdag- en vrijdagavond open is. De waterput en de WC, met een hoogte van 6 meter, laten zien dat daar vroeger een kasteel was.
Op enkele kilometers afstand van het dorp zelf bevindt zich de kapel Sainte Barbe. Hier wordt jaarlijks in mei aan God om een goede oogst gevraagd.

## Demografie
Onderstaande figuur toont het verloop van het inwonertal (bron: INSEE-tellingen).
Vanwege een beveiligingsprobleem met de MediaWiki Graph-software is het momenteel niet mogelijk deze grafiek weer te geven. Zodra de software is bijgewerkt zal de grafiek vanzelf weer zichtbaar worden.